# Guanlong
Guanlong is een geslacht van uitgestorven vleesetende theropode dinosauriërs. Het is een basale vorm uit de Tyrannosauroidea en daarmee een vroege verwant van Tyrannosaurus rex. Guanlong leefde tijdens de Laat-Jura, 160 miljoen jaar geleden.

## Vondst en naamgeving
De fossielen van Guanlong werden, na een vondst in 2002, tussen 2002 en 2004 door een gezamenlijke expeditie van het Institute of Vertebrate Paleontology and Paleoanthropology te Beijing en de George Washington University opgegraven in het Junggarbassin in het noordwesten van China. De expeditie werd mede gefinancierd door de National Geographic Society. De vondst werd in 2004 in de wetenschappelijke literatuur gemeld.
De typesoort Guanlong wucaii is in 2006 benoemd door Xu Xing, James Clark, Catherine Forster, Mark Norell, Gregory Erickson, David Eberth, Jia Chengkai en Zhao Qi. De geslachtsnaam Guanlong, 冠龍, betekent 'gekroonde draak' en is een verwijzing naar de neuskam. De soortaanduiding wucaii, 五彩, de 'veelkleurige', verwijst naar de landstreek Wucaiwan in de provincie Sinkiang, waarvan de naam zelf 'met vijf kleuren' betekent vanwege de bonte rotsen die het gebied kenmerken. Het verwees dus niet naar de vermoedde kleuren van het dier zelf.

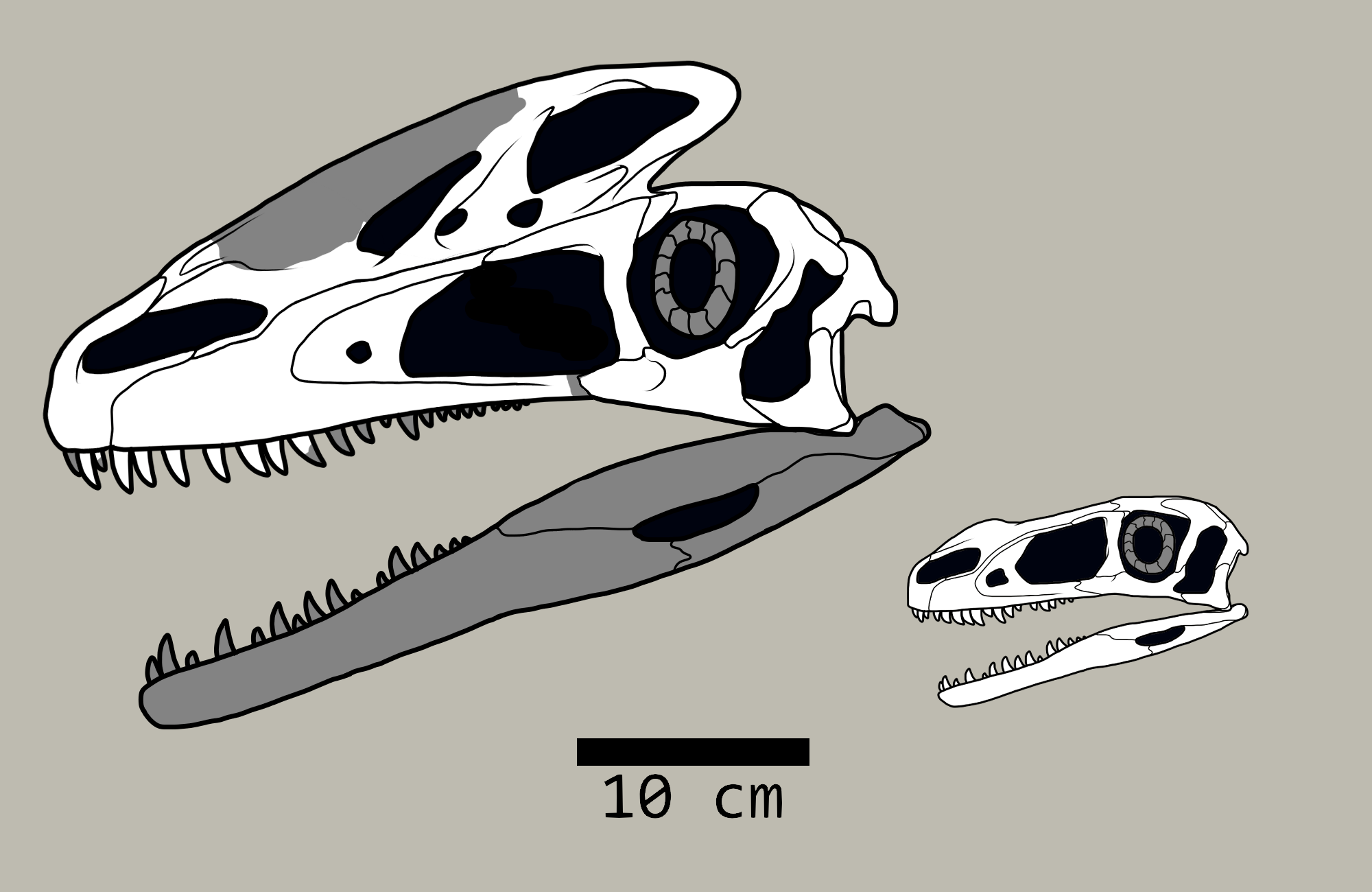
Diagram van de schedels

Er zijn twee fossielen gevonden in de Shishugouformatie in een twee meter dikke laag moddergesteente die dateert uit het Oxfordien. Eén, het holotype IVPP V14531, is van een volwassen dier, ongeveer twaalf jaar oud, met een grote neuskam; dit skelet is voor een belangrijk deel bewaard gebleven. Alleen ontbreekt de staart van de derde wervel af, op drie achterste staartwervels na. Het ligt in verband. Een tweede fossiel, aangewezen als het paratype IVPP V14532, is dat van een slechts gedeeltelijk geprepareerd jong dier, ongeveer zes jaar oud, dat over een kleinere kam dichter bij de punt van de neus lijkt te beschikken. Ook dit ligt in verband en bewaart beenderen uit alle delen van het skelet en met een betere kwaliteit dan bij het holotype. Beide skeletten werden boven op elkaar gevonden, met vijfentwintig centimeter verticale tussenruimte, het jonge dier onderop. De ontdekkers meenden dat het jong ter plaatse stierf, volledig begraven werd, en op een later tijdstip dieper in de modder werd getrapt door het holotype dat na diens dood langer aan het oppervlak bleef en verweerde. Misschien was er sprake van een soort modderput die als een val werkte, een dino death trap zoals National Geographic het in een documentaire noemde. Drie andere dinosauriërs, alle theropoden, werden nog dieper aangetroffen en hun karkassen hebben wellicht de exemplaren van Guanlong aangetrokken.
De eerste beschrijving was slechts kort en voorlopig. Dit leidde nog in 2006 tot de reactie van Thomas Carr dat Guanlong slechts een jong exemplaar zou zijn van de in dezelfde formatie gevonden Monolophosaurus die ook een kam heeft. Tegenwoordig wordt deze mogelijkheid algemeen afgewezen. In 2010 echter hernoemde Gregory S. Paul de soort, of althans het paratype dat zo een lectotype werd, tot een Monolophosaurus wucaii, zonder dat dit navolging vond.
In 2010 beschreef Jonah Nathaniel Choniere het holotype en de schedel van het paratype in groot detail maar in zijn niet gepubliceerde dissertatie. In 2015 werd een studie gepubliceerd over de functie van de hand. De publicatie van een volledige osteologie is aangekondigd.

## Beschrijving

### Grootte, algemene bouw en onderscheidende kenmerken

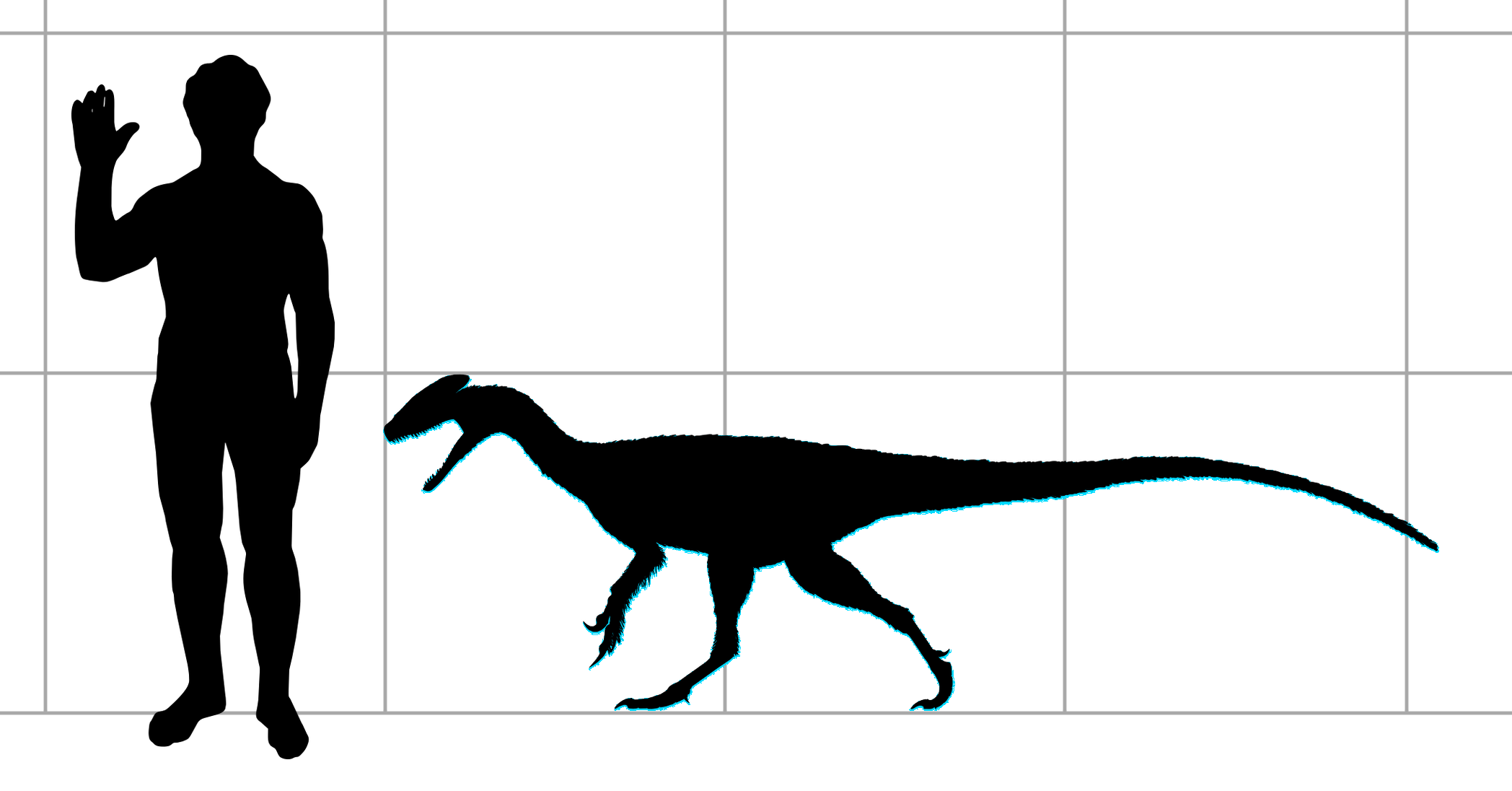
Guanlong in grootte vergeleken met een mens

Guanlong was slechts drie meter lang. Het juveniele exemplaar heeft een lengte van ongeveer honderdtwintig centimeter. Paul schatte in 2010 het gewicht van het volwassen dier, waarvan hij de lengte als drieënhalve meter gaf, op 125 kilogram.
Guanlong had relatief veel langere voorpoten dan Tyrannosaurus rex en krachtige achterpoten. Het was een echte carnivoor en geen gespecialiseerde aaseter. Het opvallendste kenmerk van Guanlong was echter een grote, van voor naar achteren oplopende neuskam, die een rol gespeeld kan hebben bij de paring (als gevolg van seksuele selectie) of bij het communiceren met soortgenoten. De enorme kam waarvan het bot gevuld is met luchtholten, is relatief de grootst bekende onder de Theropoda. Vermoedelijk had Guanlong een primitief verenkleed.
Xu e.a. gaven in 2006 een lijst van onderscheidende kenmerken. Een aantal daarvan is nog steeds geldig. Het bovenkaaksbeen heeft een opvallende opening, niet de normale fenestra promaxillaris, nabij het raakvlak met de praemaxilla. Op de snuit bevindt zich een ingewikkeld gebouwde sterk gepneumatiseerde neuskam. Over de middenljn van de voorhoofdsbeenderen loopt een lage ruwe richel. De wandbeenderen zijn bovenop afgeplat en dragen twee evenwijdige middenkammen. In de uitholling rond het bovenste slaapvenster loopt een dwarsrichel. De achterste halswervels die de overgang naar de rug vormen, hebben een richel van het wervellichaam naar het achterste gewrichtsuitsteeksel lopen die zich aan zijn bovenste uiteinde naar buiten verbreedt. De achterste staartwervels hebben op hun bovenvlak diepe troggen lopen in de lengterichting. De onderkant/achterkant van het schouderblad heeft een dwarsdoorsnede met het profiel van een gelijkzijdige driehoek waarbij de achterrand het dikst is. Het tweede middenhandsbeen heeft bovenaan opvallende uitsteeksels aan de binnenste onderkant en de buitenste bovenkant. Het tweede kootje van de tweede vinger heeft bovenaan een opvallend uitsteeksel aan de binnenste onderkant. Het dijbeen heeft een trochanter major die van voor naar achter veel dunner is dan de trochanter minor. Het sprongbeen en het hielbeen hebben een opvallende groeve op hun onderste achterkant. Het eerste kootje van de eerste teen heeft bovenaan opvallende gepaarde uitsteeksels op de onderzijde.

### Skelet

#### Schedel en onderkaken
De schedel is langwerpig en laag, met een ruwweg rechthoekig profiel. De praemaxilla heeft een bolle voorrand. Het hoofdlichaam ervan is hoger dan horizontaal lang. De buitenkant van de praemaxilla wordt doorboord door grote pneumatische openingen. Het neusgat is zeer groot, meer dan een kwart van de schedellengte uitmakend, en vormt een liggende lage ovaal. Onder het neusgat ligt een zeer lange voorste tak van het bovenkaaksbeen met vooraan een kleine ronde opening. Die ligt volledig in de maxilla en schijnt dus niet de fenestra praemaxillaris te kunnen zijn. Achter het neusgat ligt een zeer diepe tongvormige uitholling in de wand van het bovenkaaksbeen, rond de vrij grote fenestra antorbitalis. Vooraan in die uitholling ligt een grote, ronde fenestra maxillaris. De uitholling keept vooraan de voorste tak van het bovenkaaksbeen in en in die rand ligt nog een kleine fenestra promaxillaris. De uitholling loopt onder de fenestra antorbitalis door tot in het jukbeen op welk punt zich een grote pneumatische opening bevindt. De oogkas is relatief klein. Het onderste slaapvenster is matig ingesnoerd.
De neusbeenderen zijn vergroeid. Het neusgat heeft een bolle bovenrand. Ter hoogte van het hoogste punt van die bolling begint midden op de snuit een neuskam die geleidelijk naar boven en achteren kromt. De kam loopt helemaal door tot boven de achterkant van de oogkas en bereikt zijn hoogste punt iets daarvoor. Op dat punt is de kam ongeveer even hoog als de schedel zonder de kam zou zijn. Boven het oog kromt de kam vrij scherp naar voren en loopt dan tamelijk recht naar een punt boven het traanbeen dat oogkas en fenestra antorbitalis scheidt. De kam als zodanig is maar anderhalve millimeter dik. Ieder zijvlak heeft echter twee ondersteunende richels die overdwars veel breder zijn. De voorste ontspruit boven de fenestra maxillaris, ongeveer halverwege de horizontale lengte van de basis, en loopt schuin naar achteren en boven naar het hoogste punt van de kam. Dit scheidt het zijvlak van de kam in twee delen. Op het voorste, grotere deel, ligt een groot ovaal venster evenwijdig aan de basis van de voorste richel. Bij de onderste punt van dat venster ligt neer vooraan in de overdwars verbrede basis van de kam een kleiner ovaal venster, boven de scheiding tussen het neusgat en de uitholling rond de fenestra antorbitalis. Achter de voorste richel wordt de basis nog aanzienlijk breder, de hele breedte van de achterste snuit beslaand. Waar de basis van de kam eindigt loopt uit het traanbeen een achterste richel over de achterrand van de kam omhoog. In bovenaanzicht loopt die richel ook sterk naar binnen toe. Tussen de voorste en de achterste richel liggen nog twee grote, ovale vensters. De kleinste daarvan ligt laag in de hoek tussen beide richels. De grootste vult de achterste lob van de kam op maar houdt afstand ten opzichte van de basis door een hoekverschil met de achterste richel. Daardoor ontstaat eronder een driehoekige ruimte. Daarin ligt een driehoekige uitholling en daarin bevinden zich weer drie langwerpige pneumatoporen. Daardoorheen drongen de diverticula van de luchtzakken het bot van de kam binnen die zo aan de basis uitgehold werd. Bovenaan de lob lopen de achterste richels van beide zijden samen en wordt de kam geleidelijk dikker, tot dertien millimeter.
Het bovenste slaapvenster loopt naar voren door over een groot deel van het voorhoofdsbeen. Op het achterhoofd raakt het centrale supraoccipitale het achterhoofdsgat niet. De achterste onderzijde van de hersenpan heeft een grote uitholling onder de achterhoofdsknobbel en meer naar voren een holte onder het wiggenbeen met grote pneumatische openingen.
De onderkaak is achteraan niet sterk verhoogd. Helemaal achteraan is er een lang retroarticulair uitsteeksel als hefboom om de muil te openen. Het op dit punt beter bewaarde paratype toont een groot buitenste zijvenster en een nauwelijks gevormde richel op het surangulare dat ook een foramen mist.
In de praemaxilla staan vier tanden. Die hebben een D-vormige dwarsdoorsnede, mede door een krachtige verticale richel op de achterrand: deze bouw is een typisch tyrannosauroïde kenmerk. De acht premaxillaire tanden van beide zijden samen vormen een overdwars georiënteerde tandrij. Het bovenkaaksbeen draagt dertien tanden. Dei zijn langer dan de dentaire tanden. Deze maxillaire tanden en de dentaire tanden van de onderkaak zijn, hoewel dolkvormig, relatief dik van binnen naar buiten gemeten.
In 2024 concludeerde een studie naar de tandvervanging dat Guanlong al een patroon toont dat kenmerkend is voor de latere Tyrannosauridae. In het midden van de onderkaak van het paratype zijn tweede generatie-vervangingstanden aanwezig, met resorptie van de eerste generatie, die kennelijk zouden uitgroeien tot veel grotere kronen. De Zahnenreihe-waarde, de afstand waarop tanden om-en-om vervangen worden, overstijgt de 2,0, wat impliceert dat de vervanging van achter naar voor in de kaak plaats vond. Het patroon overspant de grens tussen praemaxilla en bovenkaaksbeen, wat voorkomt dat er bij de vervanging functieverlies optreed doordat er een te groot diasteem ontstaat. Er is overigens wel een discontinuïteit: de Z-waarde van de praemaxilla ligt veel lager, net als bij tyrannosauriden.

#### Postcrania

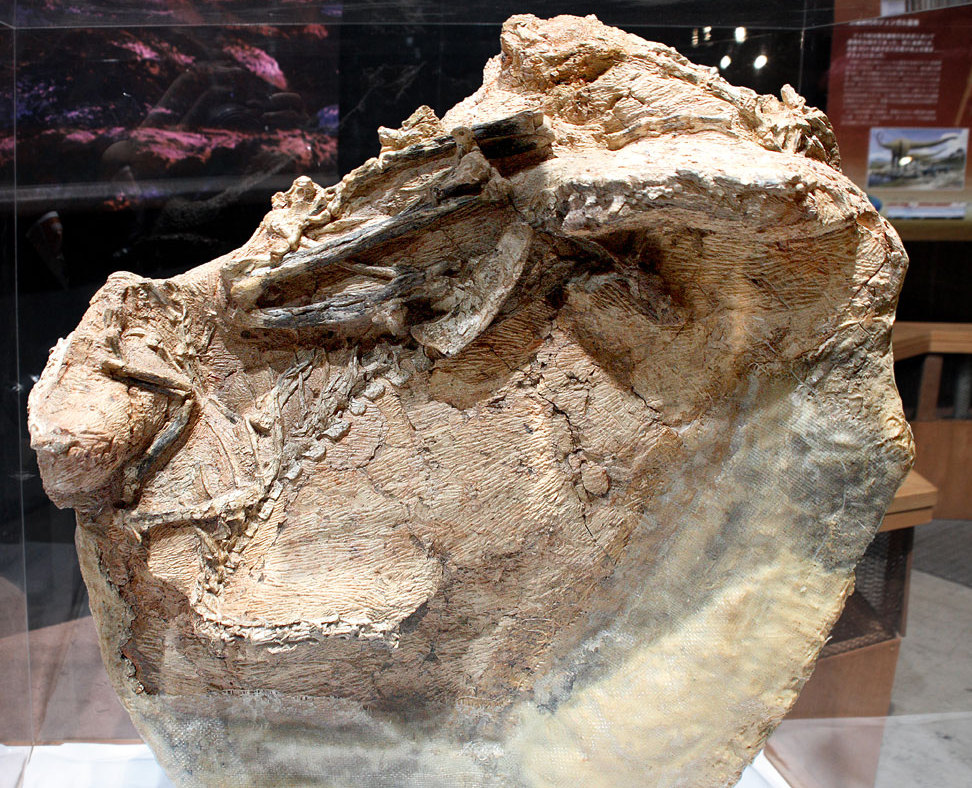
Het skelet van het paratype; de schedel is verwijderd

De nek is langgerekt. De halswervels zijn amficoel, met holle voorkant en achterkant maar bij de achterste halswervel is de uitholling vooraan zeer gering. De voorste halswervels hebben in zijaanzicht horizontaal lange doornuitsteeksels; die worden korter op de achterste wervels en zelfs overdwars breder dan lang. De ruggenwervels en sacrale wervels hebben geen pleurocoelen maar wel, niet-doorboorde, uithollingen op de zijkanten. De staart is langer dan de rest van het lichaam. De achterste staartwervels hebben een lengtetrog onder de onderzijde en bovenzijde terwijl hun voorste gewrichtsuitsteeksels naar voren reiken tot voorbij de voorrand van de voorliggende wervel, wat de staart verstijfd. Deze bouw doet denken aan die van de Troodontidae.
Het schouderblad is relatief kort voor een tyrannosauroïde, slechts iets langer dan het opperarmbeen — hoewel dat mede komt doordat de arm relatief lang is. Typisch tyrannosauroïde is de abrupt naar boven krommende procesus acromialis op het schouderblad en het lage en lange ravenbeksbeen.
De arm is relatief lang met maar iets minder dan zestig procent van de lengte van de achterpoot. De ellepijp is sterk gebogen. Het spaakbeen is onderaan afgeplat. De pols toont een halvemaanvormig carpale, nuttig om de vleugel op te vouwen, maar het zat boven het eerste middenhandsbeen in plaats van het tweede zoals bij latere Maniraptora. De hand is groot. Wellicht dat een rudimentair vierde middenhandsbeen is aangetroffen. De eerste vinger draagt een zeer grote 'duimklauw'.
Het bekken heeft een tyrannosauroïde vorm, met een, in dit geval zeer, grote 'voet' van het schaambeen, maar meer basaal van vorm zijn de doorboringen van het hoofdlichaam van schaambeen en zitbeen die binnen de Coelurosauria alleen van Mirischia bekend waren.
De achterpoot is lang. Het dijbeen heeft een extra trochanter anterior. Het derde middenvoetsbeen is alleen aan de zoolzijde bovenaan iets toegeknepen.

## Fylogenie
Guanlong werd in 2006 in de Tyrannosauroidea geplaatst. Het was indertijd de oudste bekende tyrannosauroïde. Carr voerde een analyse uit waarin Guanlong als de zustersoort van Monolophosaurus uitviel, de reden om beide gelijk te stellen. Guanlong wordt tegenwoordig echter door de meeste wetenschappers gezien als een basale tyrannosauroïde, een lid van de Proceratosauridae. Dit zou betekenen dat het een vrij directe verwant van Proceratosaurus en Kileskus was.

## Levenswijze

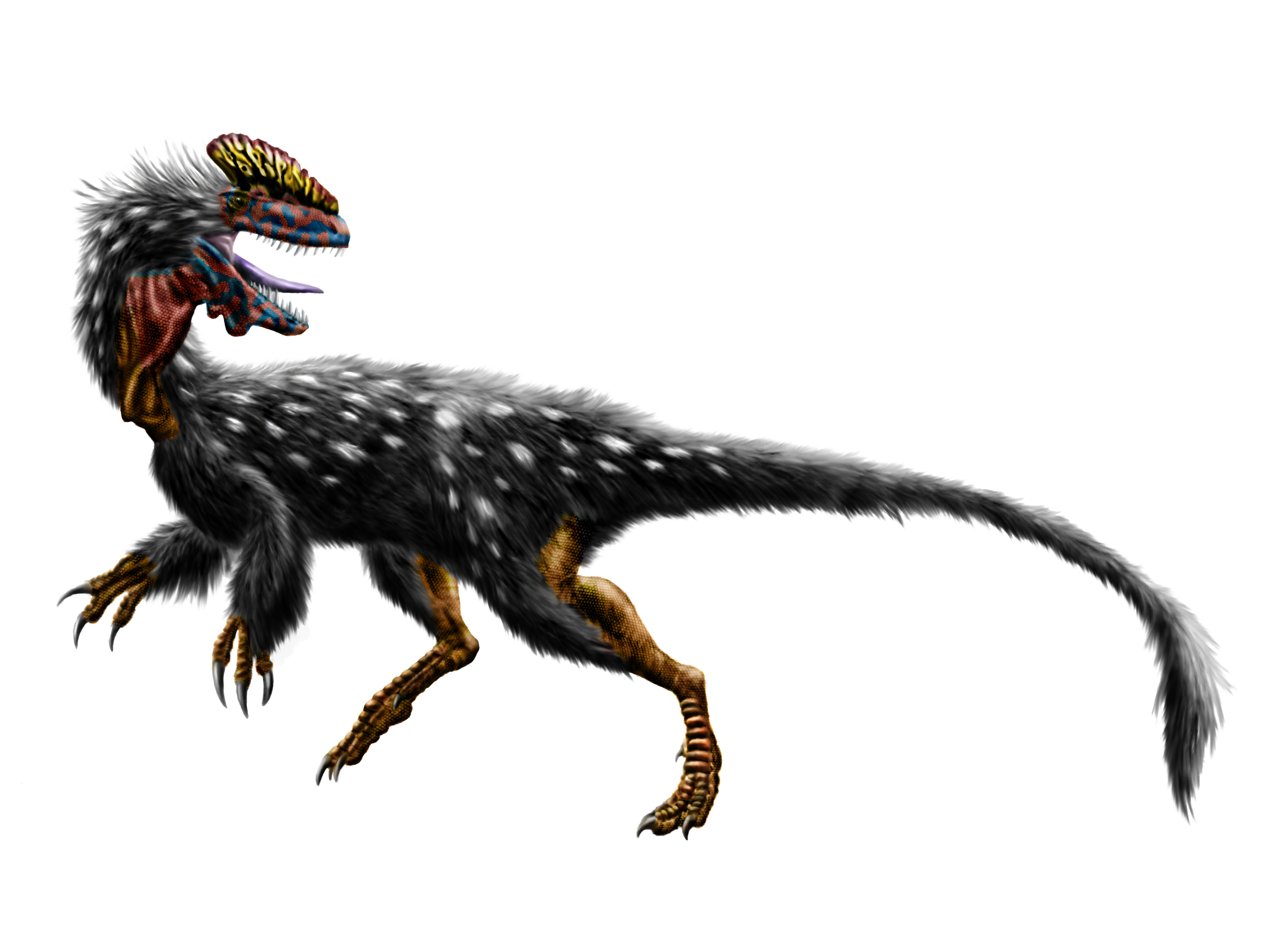
Guanlong was wellicht opvallend getekend om indruk te maken

Guanlong was een roofdier. De beperkte omvang betekent dat het op kleinere prooien joeg. De D-vormige tanden in de voorste snuit zouden zeer geschikt geweest zijn om als aaseter karkassen af te knagen.
In 2015 openbaarde men de resultaten van een onderzoek naar het grijpvermogen van de hand. Daartoe had men een laserscan van de linkerhand van het holotype uitgevoerd en de verkregen gegevens gebruikt om een replica te maken waarmee de bewegingsvrijheid van de gewrichten vastgesteld kon worden. Die bleek lastig te bepalen zijn omdat de vorm van de gewrichten geen eenduidige criteria daarvoor opleverden. Wel was duidelijk dat het vermogen de vingers naar de handpalm te buigen gering was, het best nog voor de derde vinger. Hieruit concludeerde men dat de hand, ondanks de aanzienlijke omvang ervan, nauwelijks een rol speelde in het grijpen van de prooi of het manipuleren van objecten. Dat was opmerkelijk omdat men bij kleine Coelurosauria de grote, van slagpennen voorziene, en weinig roteerbare handen in de heersende leer niet verklaarde als een aanpassing aan een vermogen tot vliegen, bijvoorbeeld bij jonge dieren, maar als een predatory stroke, een dubbele grijpbeweging om de prooi te pakken.
Histologisch onderzoek naar de botstructuur van het kuitbeen toonde aan dat het holotype, gezien de groeiringen, twaalf jaar oud was. Het was op zijn zevende jaar opgehouden met groeien. Het paratype was zes jaar oud en groeide nog. In 2012 werden de resultaten gemeld van onderzoek naar de andere botten. Die weken af van het onderzoek naar het kuitbeen alleen, wat de eerdere conclusies onzeker maakte. Er waren aanwijzingen dat de achterpoten sneller groeiden dan de voorpoten. Snel opeenvolgende groeilijnen zouden wijzen op voedseltekorten in een droog seizoen wat het woestijnachtige karakter van de habitat zou bevestigen.
Binnen de Tyrannosauroidea was Guanlong in 2006 de enige bekende soort met een neuskam. De kam was de relatief grootste die van een theropode bekend was. De plaat is zo dun dat een functie als wapen werd uitgesloten. Daaruit concludeerde men dat de kam gebruikt werd als pronkorgaan of voor de soortherkenning. In illustraties wordt de plaat vaak fel gekleurd afgebeeld. Er waren geen aanwijzingen dat de kam diende voor het regelen van de lichaamstemperatuur of voor het voortbrengen van geluiden, ondanks de pneumatisering, gezien het ontbreken van een sterke dooradering. Het werd als opmerkelijk gezien dat een roofdier een dergelijk kwetsbare structuur op zijn kop droeg waar die bij de jacht gemakkelijk beschadigd kon raken. Dit werd verklaard als een speciale vorm van seksuele selectie: exemplaren met een onbeschadigde kam gaven hiermee een signaal af aan een verhoopte partner hoe evolutionair 'fit' ze waren.